# Politikåret 1920

## Händelser

### Mars
- 10 mars – Hjalmar Branting efterträder Nils Edén som Sveriges statsminister, och blir därmed Sveriges socialdemokratiska arbetarpartis första någonsin att sitta på den posten.[1]
- 30 mars - Otto Liebe efterträder Carl Theodor Zahle som Danmarks statsminister.[2]

### April
- 5 april - Michael Petersen Friis efterträder Otto Liebe som [Danmarks statsminister.[2]

### Maj
- 5 maj - Niels Neergaard efterträder Michael Petersen Friis som [Danmarks statsminister.[2]
- 7 maj – Ryssland erkänner Georgien.[3]

### Juni
- 16 juni - Giovanni Giolitti efterträder Francesco Saverio Nitti som Italiens konseljpresident.[4]
- 21 juni - Otto Bahr Halvorsen efterträder Gunnar Knudsen som Norges statsminister.[5]

### Juli
- 10 juli - Arthur Meighen efterträder Robert Borden som Kanadas premiärminister.[6]
- 12 juli - Ryssland erkänner Litauen.[7]

### Augusti
- 11 augusti - Ryssland erkänner Lettland.[8]

### Oktober
- 27 oktober - Louis De Geer efterträder Hjalmar Branting som Sveriges statsminister.[1]

## Organisationshändelser
- 10 juli - Slesvigsk parti bildas i Danmark
- Okänt datum - Johan Andersson blir partiledare för Bondeförbundet

## Val och folkomröstningar
- September – Andrakammarval i Sverige.
- 6 september - Folkomröstningen om ändring av 1915 års grundlag i Danmark.
- 2 november - Republikanen Warren G. Harding väljs till president i USA.

## Födda
- 26 februari – Hilmar Baunsgaard, Danmarks statsminister 1968–1971.
- 17 mars – Mujibur Rahman, Bangladeshs förste president 1971–1972 och 1975.
- 30 maj – Godfrey Binaisa, Ugandas president 1979–1980.
- 16 juli – José López Portillo, Mexikos president 1976–1982.
- 20 oktober – Janet Jagan, Guyanas president 1997–1999.
- 3 december – Antonio Imbert Barrera, president i Dominikanska republiken 1965.
- 9 december – Carlo Azeglio Ciampi, Italiens president 1999–2006.

## Avlidna
- 7 januari – Edmund Barton, Australiens premiärminister 1901–1903.
- 21 maj – Venustiano Carranza, Mexikos president 1917–1920.
- 8 november – Abraham Kuyper, Nederländernas premiärminister 1901–1905.

### Fotnoter
1. 1 2  ”Sweden” (på engelska). World Statesmen. http://www.worldstatesmen.org/Sweden.html. Läst 2 augusti 2015.
2. 1 2 3  ”Denmark” (på engelska). World Statesmen. http://www.worldstatesmen.org/Denmark.html. Läst 2 augusti 2015.
3. ↑  ”Georgia” (på engelska). World Statesmen. http://www.worldstatesmen.org/Georgia.html. Läst 23 september 2012.
4. ↑  ”Italy” (på engelska). World Statesmen. http://www.worldstatesmen.org/Italy.htm. Läst 31 juli 2015.
5. ↑  ”Norway” (på engelska). World Statesmen. http://www.worldstatesmen.org/Norway.htm. Läst 2 augusti 2015.
6. ↑  ”Canada” (på engelska). World Statesmen. http://www.worldstatesmen.org/Canada.html. Läst 1 augusti 2015.
7. ↑  ”Lithuania” (på engelska). World Statesmen. http://www.worldstatesmen.org/Lithuania.htm. Läst 22 september 2012.
8. ↑  ”Latvia” (på engelska). World Statesmen. http://www.worldstatesmen.org/Latvia.htm. Läst 22 september 2012.